# Pek (miasto)
Pek, dawniej Xieng Khouang – miasto w Laosie; w Prowincji Xieng Khouang; dawna stolica tej prowincji; silnie zniszczona w latach 70. XX wieku przez lotnictwo USA; 5300 mieszkańców (2006). Przemysł spożywczy.